# Abudio Rusón
Abudio Rusón  fue un militar y político romano del siglo I, conocido por su faceta de delator durante el imperio de Tiberio.

## Carrera pública
Abudio fue quizá de origen itálico. Ocupó los puestos de edil y legado de legión en Germania Superior, puede que del año 29/30 al 34. En este último año buscó la perdición de Léntulo Getúlico, a cuyas órdenes había servido, por haber escogido por yerno al hijo de Sejano. Sin embargo, el propio Abudio fue condenado por delator y enviado al exilio.